# Mike Dean (producer)
Michael George Dean (1965. március 1. –) ötszörös Grammy-díjas amerikai hiphop producer, dalszerző, multiinstrumentalista, aki Angletonból, Texasból származik. Olyan előadókkal végzett munkájáért ismert, mint Kanye West, 2Pac, Scarface, Travis Scott, 2 Chainz, Jay-Z, Desiigner, Drake és The Weeknd. Első stúdióalbumát, a 4:20-t 2020-ban adta ki, második albuma, a 4:22 pedig 2021-ben jelent meg.

## Diszkográfia

### Stúdióalbumok
| Cím  | Részletek                                                                                     |
| ---- | --------------------------------------------------------------------------------------------- |
| 4:20 | - Megjelent: 2020. április 20. - Kiadó: független - Formátumok: digitális letöltés, streaming |
| 4:22 | - Megjelent: 2021. április 22. - Kiadó: MWA Music - Formátumok: digitális letöltés, streaming |

### Közreműködő előadóként
- 2020: Together (Carnage és The Martinez Brothers; Elderbrook és Mike Dean közreműködésével)[1]

## Produceri diszkográfia

### 1980-as évek
- Def Squad

### 1990-es évek
1992
- Bushwick Bill – Little Big Man
- UGK – Too Hard to Swallow
- Willie D – I'm Goin' Out Lika Soldier

1993
- 5th Ward Boyz – Ghetto Dope
- Ganksta N-I-P – Psychic Thoughts
- DMG – Rigormortiz

1994
- 5th Ward Boyz – Gangsta Funk
- Big Mello – Wegonefunkwichamind
- Big Mike – Somethin' Serious
- Blac Monks – Secrets of the Hidden Temple
- Odd Squad – Fadanuf Fa Erybody!!
- Scarface – The Diary

1995
- 5th Ward Boyz – Rated G
- Jamal – Last Chance, No Breaks
- Menace Clan – Da Hood

1996
- 3-2 – Wicked Buddah Baby
- Do or Die – Picture This
- Facemob – The Other Side of the Law
- Ganksta N-I-P – Psychotic Genius
- Geto Boys – The Resurrection

1997
- 3X Krazy – Stackin' Chips
- Big Mike – Still Serious
- Scarface –The Untouchable
- Seagram – Souls on Ice

1998
- A-G-2-A-Ke – Mil-Ticket
- Devin the Dude – The Dude
- Do or Die – Headz Or Tailz
- Ganksta N-I-P – Interview with a Killa
- Yukmouth – Thugged Out: The Albulation

### 2000-es évek
2000
- C-Bo – Enemy of the State
- Outlawz – Ride Wit Us Or Collide Wit Us
- Scarface – Last of a Dying Breed

2001
- Oz (filmzene)
- Tha Dogg Pound – Dillinger & Young Gotti
- Yukmouth – Thug Lord: The New Testament
- Sherm – Sherm Smoke

2002
- Big Syke – Big Syke
- Daz Dillinger – This Is The Life I Lead
- Devin the Dude – Just Tryin' ta Live
- E-40 – Grit & Grind
- Hussein Fatal – Fatal
- Kastro & E.D.I. – Blood Brothers
- King Tee – Thy Kingdom Come
- Scarface – The Fix
- Young Noble – Noble Justice

2003
- Yukmouth – Godzilla

2004
- Z-Ro – The Life of Joseph W. McVey
- Shyne – Godfather Buried Alive

2005
- Geto Boys – The Foundation
- Pimp C – Sweet James Jones Stories
- Z-Ro – Let the Truth Be Told

2006
- Juvenile – Reality Check
- Pimp C – Pimpalation
- Z-Ro – I'm Still Livin'

2007
- Kanye West – Graduation
- Scarface – Made

2008
- Kanye West – 808s & Heartbreak

2009
- Mike Jones – The Voice
- UGK – UGK 4 Life

### 2010-es évek
2010
- Kanye West – My Beautiful Dark Twisted Fantasy
- Kid Cudi – Man On The Moon II: The Legend of Mr. Rager
- Z-Ro – Heroin

2011
- Kanye West & Jay-Z – Watch the Throne

2012
- GOOD Music – Cruel Summer

2013
- Beyoncé – BEYONCÉ
- Jay-Z – Magna Carta... Holy Grail
- Kanye West – Yeezus
- Angel Haze – Dirty Gold
- Travis Scott – Owl Pharaoh

2014
- Travis Scott – Days Before Rodeo
- Freddie Gibbs & Mike Dean – GTA 5 :Radio Los Santos – Sellin’ Dope

2015
- Madonna – Rebel Heart
- Travis Scott – Rodeo
- The Weeknd – Where You Belong
- Freddie Gibbs – Shadow of a Doubt
- The Weeknd – Beauty Behind the Madness

2016
- Beyoncé – Lemonade
- Kanye West – The Life of Pablo
- Desiigner – New English
- Frank Ocean – Endless
- Frank Ocean – Blonde
- Travis Scott – Birds in the Trap Sing McKnight
- Ty Dolla Sign – Campaign
- Yung Lean – Warlord
- 2 Chainz – Hibachi for Lunch
- Kid Cudi – Passion, Pain & Demon Slayin'
- Z-Ro – Legendary

2017
- 2 Chainz – Pretty Girls Like Trap Music
- Vic Mensa – The Autobiography
- Lunice – CCCLX
- Ty Dolla Sign – Beach House 3
- Travis Scott & Quavo – Huncho Jack, Jack Huncho

2018
- AJ Mitchell – Used to Be
- Migos – Culture II
- Desiigner – L.O.D.
- Pusha T – DAYTONA
- Kanye West – ye
- Dermot Kennedy – Mike Dean Presents: Dermot Kennedy
- Kids See Ghosts – KIDS SEE GHOSTS
- Christina Aguilera – Liberation
- Nas – NASIR
- Beyoncé & Jay-Z; The Carters néven – Everything Is Love
- Teyana Taylor – K.T.S.E.
- Travis Scott – Astroworld
- Trippie Redd — Life's a Trip
- Genetikk – Y.A.L.A

2019
- 2 Chainz – Rap or Go to the League
- Madonna – Madame X
- Maxo Kream – Brandon Banks
- Kanye West – Jesus is King
- City Morgue – City Morgue Vol 2: As Good As Dead
- Smokepurpp – Deadstar 2
- Sunday Service Choir – Jesus Is Born
- JackBoys és Travis Scott – JackBoys

### 2020-as évek
2020
- Selena Gomez – Rare
- 070 Shake – Modus Vivendi
- Gorillaz – Momentary Bliss
- Don Toliver – Heaven Or Hell
- Mike Dean – 4:20
- Pop Smoke – Shoot for the Stars, Aim for the Moon
- ppcocaine – Trap Bunny Bubbles
- Kid Cudi – Man on the Moon III: The Chosen
- Burna Boy – Twice As Tall

2021
- Mike Dean – 4:22

## Grammy-díjak és jelölések
| Év   | Jelölt/Munka                                          | Díj              | Eredmény | For.  |
| ---- | ----------------------------------------------------- | ---------------- | -------- | ----- |
| 2005 | The College Dropout (hangmérnök/keverő)               | Az év albuma     | Jelölt   | [ 2 ] |
| 2006 | Gold Digger (hangmérnök/keverő)                       | Az év felvétele  | Jelölt   | [ 2 ] |
| 2006 | Late Registration (hangmérnök/keverő)                 | Legjobb rapalbum | Győztes  | [ 2 ] |
| 2006 | Late Registration (hangmérnök/keverő)                 | Az év albuma     | Jelölt   | [ 2 ] |
| 2008 | Graduation (hangmérnök)                               | Az év albuma     | Jelölt   | [ 2 ] |
| 2008 | Graduation (hangmérnök)                               | Legjobb rapalbum | Győztes  | [ 2 ] |
| 2008 | Good Life (dalszerző)                                 | Legjobb rap dal  | Győztes  | [ 2 ] |
| 2012 | My Beautiful Dark Twisted Fantasy (hangmérnök/keverő) | Legjobb rapalbum | Győztes  | [ 2 ] |
| 2013 | Ni**as In Paris (dalszerző)                           | Legjobb rap dal  | Győztes  | [ 2 ] |
| 2013 | Mercy (dalszerző)                                     | Legjobb rap dal  | Jelölt   | [ 2 ] |
| 2014 | New Slaves (dalszerző)                                | Legjobb rap dal  | Jelölt   | [ 2 ] |
| 2015 | Bound 2 (dalszerző)                                   | Legjobb rap dal  | Jelölt   | [ 2 ] |
| 2016 | All Day (dalszerző)                                   | Legjobb rap dal  | Jelölt   | [ 2 ] |
| 2016 | Beauty Behind the Madness (producer)                  | Az év albuma     | Jelölt   | [ 2 ] |
| 2017 | Lemonade (producer)                                   | Az év albuma     | Jelölt   | [ 2 ] |
| 2017 | Purpose (producer)                                    | Az év albuma     | Jelölt   | [ 2 ] |
| 2017 | Famous (dalszerző)                                    | Legjobb rap dal  | Jelölt   | [ 2 ] |
| 2017 | Ultralight Beam (dalszerző)                           | Legjobb rap dal  | Jelölt   | [ 2 ] |
| 2019 | Sicko Mode (dalszerző)                                | Legjobb rap dal  | Jelölt   | [ 2 ] |